# Udspring under sommer-OL 2016
Udspringskonkurrencerne ved sommer-OL 2016 i Rio de Janeiro fandt sted 7. til 20. august på Maria Lenk Aquatic Center i Barra da Tijuca. Det var en af fire vandsportsaktiviteter i legene, sammen med svømning, vandpolo, og synkronsvømning.
Sommer-OL i 2016 havde konkurrencer i otte arrangementer: 3 meter springbræt, synkroniseret 3 meter springbræt, 10 meter platform, og synkroniseret 10m platform - alle arrangementer både for mænd og for kvinder.
Udspringskonkurrencerne havde op til 136 atleter. Alle udspringere skulle være mindst 16 år, senest den 31. december 2016.
Tirsdag 9. august blev vandet i uspringsbassinet mørkegrøn, som oprindeligt menes at være forårsaget af varmen og manglende vind på konkurrencestedet. Men på det tidspunkt tog en CNN fotograf et billede, hvor en tilstødende pool på samme sted ikke var grøn. OL-embedsmænd har senere bekræftet, at ændringen i farve skyldtes at 160 liter hydrogenperoxid fejlagtigt blev tilsat til bassinet under rengøring.

## Deltagende nationer
136 atleter repræsenterede 29 lande ved udspringskonkurrencerne:
| - Australien (9) - Østrig (1) - Hviderusland (2) - Brasilien (9) - Canada (7) - Kina (13) - Colombia (4) - Kroatien (1) | - Egypten (4) - Frankrig (3) - Storbritannien (11) - Tyskland (8) - Ungarn (1) - Irland (1) - Italien (8) | - Jamaica (1) - Japan (3) - Malaysia (6) - Mexico (9) - Holland (1) - New Zealand (1) - Nordkorea (3) | - Puerto Rico (1) - Rusland (8) - Sydafrika (1) - Sydkorea (1) - Ukraine (7) - USA (10) - Venezuela (2) |

## Medaljevindere

### Madaljetabel
| Placering | Land           | Guld | Sølv | Bronze | Total |
| --------- | -------------- | ---- | ---- | ------ | ----- |
| 1         | Kina           | 7    | 2    | 1      | 10    |
| 2         | Storbritannien | 1    | 1    | 1      | 3     |
| 3         | USA            | 0    | 2    | 1      | 3     |
| 4         | Italien        | 0    | 1    | 1      | 2     |
| 5         | Malaysia       | 0    | 1    | 0      | 1     |
| 5         | Mexico         | 0    | 1    | 0      | 1     |
| 7         | Canada         | 0    | 0    | 2      | 2     |
| 8         | Australien     | 0    | 0    | 1      | 1     |
| 9         | Tyskland       | 0    | 0    | 1      | 1     |
| Total     | Total          | 8    | 8    | 8      | 24    |

### Mænd
| Event                            | Guld                                              | Sølv                                      | Bronze                                               |
| -------------------------------- | ------------------------------------------------- | ----------------------------------------- | ---------------------------------------------------- |
| 3 m springbræt                   | Cao Yuan · Kina                                   | Jack Laugher · Storbritannien             | Patrick Hausding · Tyskland                          |
| 10 m platform                    | Chen Aisen · Kina                                 | Germán Sánchez · Mexico                   | David Boudia · USA                                   |
| Synkroniseret 3 meter springbræt | Storbritannien (GBR) · Chris Mears · Jack Laugher | USA (USA) · Sam Dorman · Michael Hixon    | Kina (CHN) · Cao Yuan · Qin Kai                      |
| Synkroniseret 10 meter platform  | Kina (CHN) · Chen Aisen · Lin Yue                 | USA (USA) · David Boudia · Steele Johnson | Storbritannien (GBR) · Tom Daley · Daniel Goodfellow |

### Damer
| Event                        | Guld                                  | Sølv                                                 | Bronze                                              |
| ---------------------------- | ------------------------------------- | ---------------------------------------------------- | --------------------------------------------------- |
| 3 m springbræt               | Shi Tingmao · Kina                    | He Zi · Kina                                         | Tania Cagnotto · Italien                            |
| 10 m platform                | Ren Qian · Kina                       | Si Yajie · Kina                                      | Meaghan Benfeito · Canada                           |
| Synkroniseret 3 m springbræt | Kina (CHN) · Shi Tingmao · Wu Minxia  | Italien (ITA) · Tania Cagnotto · Francesca Dallapé   | Australien (AUS) · Maddison Keeney · Anabelle Smith |
| Synkroniseret 10 m platform  | Kina (CHN) · Chen Ruolin · Liu Huixia | Malaysia (MAS) · Cheong Jun Hoong · Pandelela Rinong | Canada (CAN) · Meaghan Benfeito · Roseline Filion   |